# سالبادور مندوزا جونيور
سالبادور مندوزا جونيور (بالإنجليزية: Salvador Mendoza, Jr.)‏ هو محامي وقاضي أمريكي، ولد في 1971 في Pacoima, Los Angeles ‏ في الولايات المتحدة.